# Кондраткі
Кондраткі (пол. Kondratki) — село в Польщі, у гміні Міхалово Білостоцького повіту Підляського воєводства.
Населення — 26 осіб (2011).
У 1975—1998 роках село належало до Білостоцького воєводства.

## Демографія
Демографічна структура станом на 31 березня 2011 року:
|          | Загалом | Допрацездатний вік | Працездатний вік | Постпрацездатний вік |
| -------- | ------- | ------------------ | ---------------- | -------------------- |
| Чоловіки | 16      | 1                  | 12               | 3                    |
| Жінки    | 10      | 0                  | 3                | 7                    |
| Разом    | 26      | 1                  | 15               | 10                   |